# Ejército mongol

El samurái Suenaga está siendo atacado por flechas y explosivos mongoles. Moko Shurai Ekotoba (蒙古襲来絵詞), c. 1293.

El imperio mongol, durante sus diversas etapas.

El ejército mongol fue durante los siglos XII y XIII el mejor del mundo por su movilidad y estrategias, que lo hicieron temible entre sus coetáneos. Gengis Kan y otros militares mongoles introdujeron varias innovaciones que permitieron a su ejército conquistar vastos territorios aún estando en desventaja numérica.
El sistema mongol se fundamentaba en el estilo de vida nómada. Con el tiempo se sumaron al mismo otros elementos inventados por Gengis Kan, sus generales y sucesores. Por otro lado, la tecnología que los mongoles utilizaron para atacar fortificaciones fue adaptada a partir de otras culturas.

## Organización de las tropas

### Sistema decimal
Gengis Kan organizó a sus soldados en grupos basados en un sistema decimal: 10 (arban), 100 (jaghun), 1.000 (mingghan), 10.000 (tumen), y cada grupo tenía un líder (Noyan). La unión de 2 a 5 tumen daba lugar a una horda. Cada horda estaba bajo el mando del kan o de sus generales (Boyan).
Los líderes de cada nivel podían hasta cierto punto ejecutar sus órdenes del modo que les parecía más adecuado. Esta estructura de mando probó ser bastante flexible y efectiva, al permitir al ejército mongol atacar en masa, dividirse en pequeños grupos para rodear a sus enemigos o llevarlos a una emboscada, dividirse en grupos pequeños de diez hombres para acabar con un ejército derrotado y en retirada.

### Ruptura de las conexiones tribales
Cuando integraba soldados nuevos dentro de su ejército, Gengis Kan los dividía y los ponía a cargo de distintos líderes para acabar con las conexiones sociales o tribales, para así evitar cualquier enemistad inspirada en su etnia o alianzas tribales. En todas sus campañas, los soldados viajaban junto con sus familias. La disciplina se mantenía con severidad, y hasta las menores infracciones eran fuertemente castigadas; cada líder de unidad era responsable de la preparación y entrenamiento de sus soldados, y era reemplazado si se consideraba que no cumplía con su trabajo. Los ascensos en el ejército se basaban únicamente en el mérito de cada persona (con la excepción de los parientes de Gengis Kan, a quienes se les otorgaba los más altos puestos de comando).

### Tamaño de sus ejércitos
Es consenso de la mayoría de los historiadores es que en todas o casi todas las batallas y campañas que emprendieron los mongoles estuvieron en constante inferioridad numérica. El tamaño de los ejércitos tendía a ser exagerado por las fuentes de la época, por lo que no son del todo confiables lo que ha provocado un intenso debate, para estimar el número de efectivos hay que hacer cálculos basados en datos de diverso origen. Aunque el historiador John Masson Smith apoyaba las cifras alcistas, declarando que los éxitos mongoles eran producto de sus superiores habilidades bélicas y altos números pero su tesis ha sido muy atacada, en especial por su colega David Morgan defensor de cálculos bajistas.
Respecto de las primeras campañas contra la Dinastía Jin que gobernaba los actuales norte de China y Manchuria las fuentes usualmente mencionan un ejército de alrededor de 110.000 mongoles contra 300.000 chinos (incluyendo no combatientes). Algunos elevan el número de soldados chinos en 150.000 jinetes y 300.000 a 400.000 infantes.
Sin embargo, otras estimaciones informan que el total de las fuerzas mongolas era de alrededor de 100.000 guerreros. El tamaño de las tropas chinas también debe reducirse, 90.000 soldados de los que sólo 30.000 a 50.000 podían ir al frente a la vez pero como en su mayoría eran infantes dependían mucho del aporte de los vasallos manchúes nómadas (20.000 jinetes).
En 1219 la mayoría de las tropas mongolas pasaron del frente chino a la campaña de Corasmia, estimándose en 75.000 los que partieron en la nueva campaña y unos 20.000 quedaron continuando la lucha contra los Jin.
Sobre el caso del inicio de la invasión de Corasmia en 1220 la fuerza mongola era estimada por las fuentes musulmanas de aquellos tiempos en 800.000 unidades y las tropas musulmanas que los enfrentaron en exactamente la mitad. Sin embargo, historiadores modernos las rechazan y reducen las cifras a una décima parte, unos 60.000 a 70.000 mongoles contra 40.000 corasmios.

## Tropas y armas

### Entrenamiento y disciplina
La mayoría de ejércitos europeos consistían en unos pocos soldados profesionales, aparte de caballeros, y un gran número de plebeyos o milicianos. De ellos, solo los caballeros y los pocos soldados profesionales entrenaban regularmente, y su entrenamiento enfatizaba el combate individual, en perjuicio de las tácticas de combate en grupo. En contraste, los ejércitos mongoles constantemente practicaban la equitación, la arquería y las tácticas de unidad, así como también distintas formaciones y rotaciones. Este entrenamiento se mantenía por medio de una disciplina dura, pero razonable.
Los oficiales, por lo general, podían cumplir sus órdenes como mejor les pareciera, siempre y cuando lo hicieran lo más pronto posible y los objetivos del plan trazado por sus superiores fueran logrados. No obstante, todos los miembros del ejército debían ser incondicionalmente leales entre sí, y sobre todo leales al Kan. Si un soldado huía del peligro en medio de la batalla, tanto él como sus nueve compañeros del mismo arban eran sentenciados a pena de muerte. También si un general huía abandonando a sus tropas a su suerte era castigado duramente en la Corte imperial con el exilio (tal compromiso del comandante con sus tropas era solo en el caso de soldados mongoles).
Un método único que usaban los mongoles para entrenar fueron las grandes excursiones de caza organizadas anualmente en las estepas. Los jinetes mongoles formaban un gran círculo, y obligaban a todo tipo de animales a ir al centro; después, a la orden de su comandante, empezaban a matarlos. Si un cazador mataba a cualquier animal antes de tiempo, o si dejaba que un animal escape del círculo, era castigado. Este era un excelente modo de entrenar, pues además de practicar las maniobras dinámicas que usaban en el campo de batalla, se divertían por medio de la caza, y también reunían grandes cantidades de comida para banquetes masivos.

### Armaduras
Los caballeros europeos que enfrentaron a los mongoles a menudo utilizaban armaduras pesadas, que podían ser penetradas por el arco compuesto mongol. Cuando los caballeros eran golpeados por flechas que penetraban su armadura, tenían la difícil tarea de extraer la flecha clavada en su armadura y cuerpo. Al quitarse la armadura o la flecha a menudo agravaban la herida. Por el contrario, muchos de los soldados mongoles utilizaban armaduras ligeras sobre camisas de seda. Al ser golpeados por una flecha, la seda envolvía a la flecha y penetraba en la herida con ella. Bastaba tirar con suavidad la seda alrededor de la flecha para quitársela sin causar mucho daño al soldado. Así mismo, los caballos mongoles, que no tenían armadura y eran montados por jinetes de armadura ligera, tenían una mayor resistencia que los caballos de los europeos.

### Caballería
Los mongoles, bajo el liderazgo de Gengis Kan y sus descendientes, tuvieron las mejores tropas de caballería ligera y arqueros a caballo. Seis de cada diez soldados mongoles eran arqueros a caballo, y los cuatro restantes eran lanceros, mejor armados. Los soldados de caballería ligera mongoles, llamados Keshik, eran asimismo extremadamente rápidos comparados con las fuerzas de caballería de otros ejércitos. Esta cualidad les permitió practicar tácticas y falsas retiradas que resultarían poco prácticas para un enemigo menos ligero (como por ejemplo los caballeros europeos). Por lo general los soldados también portaban hachas y cimitarras.

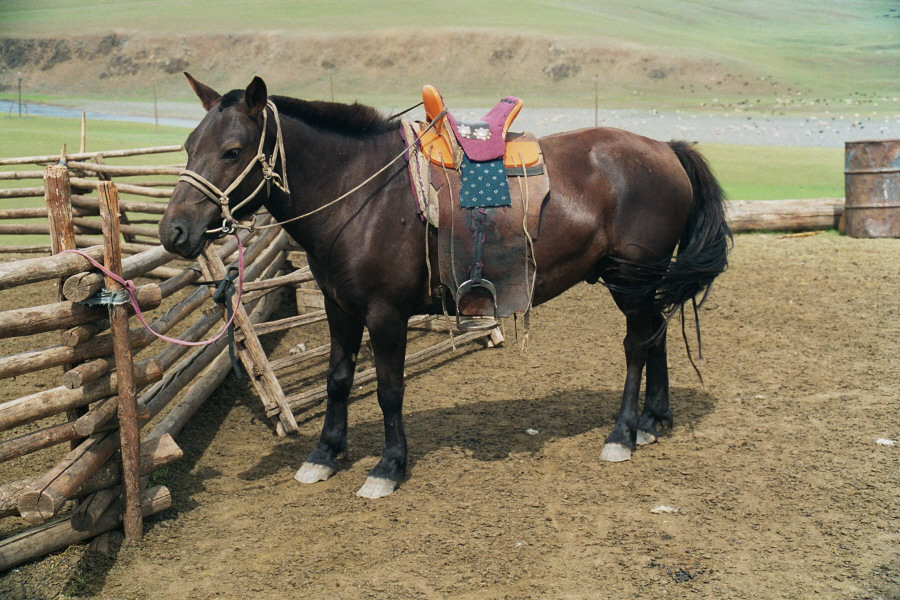
Caballo mongol.

Los caballos mongoles son relativamente pequeños pero extremadamente resistentes, razón por la cual los mongoles podían recorrer grandes distancias con rapidez, a menudo sorprendiendo a sus enemigos, llegando a su encuentro varios días, incluso semanas, antes de lo previsto. Como las fuerzas de caballería de los otros ejércitos portaban armaduras pesadas, los mongoles, con sus armaduras ligeras podían superarlos en velocidad. Todos los caballos mongoles estaban equipados con estribos.

### Arquería
Las armas principales de los mongoles fueron sus arcos. Siempre llevaban al campo de batalla varios de estos y muchas flechas (cerca de 60 por soldado) con puntas de hierro. El disparo de estos arcos, a corta distancia, podían llegar a atravesar una cota de malla, usando flechas especiales. Según ciertos historiadores, existían tres calibres de flechas. El tamaño pequeño del arco mongol no sólo permitía a los mongoles usarlo montando a caballo, sino también dispararlo en cualquier dirección mientras galopaban. Los mongoles disparaban sus arcos en sincronía con el galope de sus caballos, para un tiro suave y estable, proporcionado en gran medida por su singular forma.

## Estrategia

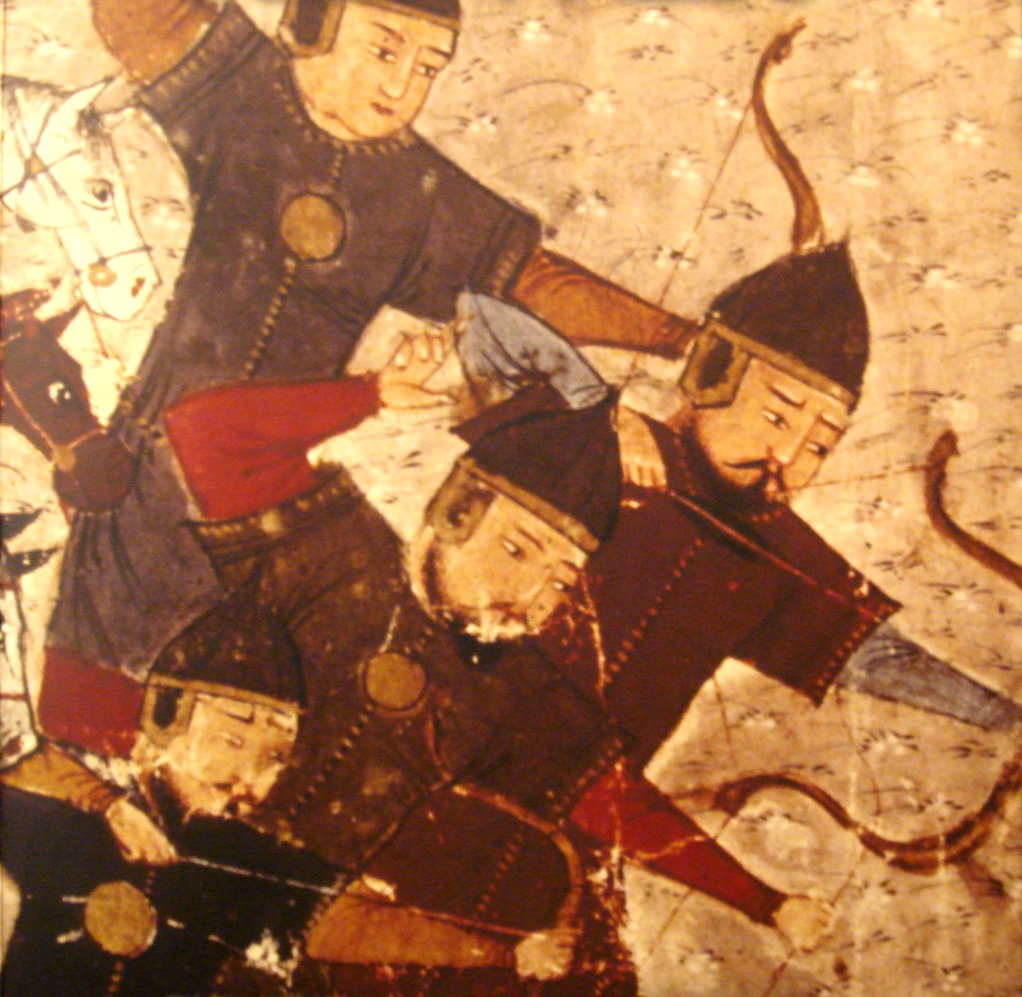
Arqueros mongoles destacados en el Compendio de Crónicas de Rashiduldin Hamadani, Herat, Afganistán; alrededor de 1430-1434, probablemente por Sayf Al-Vahedi. BnF. EM. Supplément Persan 1113, detalle del folio 72r. Batalla de Valiyan (1221).

La filosofía militar de Gengis Kan en general era derrotar a sus oponentes con el menor riesgo y costo para los mongoles, y para lograrlo confiaba en sus leales soldados y generales electos por meritocracia. Una de las tácticas más frecuentemente utilizadas por los mongoles fue la retirada fingida. En medio de la batalla, una o más unidades mongolas se retiraban repentinamente, dando a su rival una falsa confianza. Después, al perseguirlos, los soldados enemigos se veían rodeados por soldados mongoles que rápidamente procedían a bañarlos con flechas. Los mongoles evitaban el combate cuerpo a cuerpo, y preferían luchar a distancia usando sus arcos.

### Planificación
Antes de invadir un área enemiga, Gengis Kan y sus generales hacían sus preparativos en un Kurultai, o consejo militar, para decidir cómo conducir la guerra inminente y cuáles generales iban a participar en ella. Mientras lo hacían, los mongoles acumulaban exhaustivamente a través de su sofisticado sistema de inteligencia cuanta información pudieran de sus oponentes, con la cual se podía calcular el curso de las hostilidades. A partir de ese plan de campaña, decidían cuántas tropas iban a necesitar. Así, por ejemplo, antes de invadir Europa, Batu Kan (nieto de Gengis Kan) y el general Subotai enviaron espías al corazón de Europa, quienes hicieron mapas de los antiguos caminos romanos, establecieron rutas de comercio, y determinaron la capacidad de cada principado para resistir una invasión.

### Movilidad
Los soldados mongoles eran bastante ágiles comparados con sus contrapartes de otros ejércitos. Esto derivó en un mejor escudriñamiento del terreno y aprendizaje de rutas, una rápida asimilación del conocimiento local de cada territorio y el reconocimiento de los mejores lugares para colocar trampas en el campo de batalla. La superior movilidad de los mongoles junto con su excelente organización política y militar (que estaba basada en la velocidad de la caballería) dio lugar a una compleja y eficaz red de inteligencia y comunicaciones, que les permitió a los mongoles siempre contar con el campo de batalla a su favor. Las tropas exploratorias iban hasta 150 km delante de la fuerza principal para evitar emboscadas. Cada jinete mongol llevaba consigo varios caballos por lo que podía cambiar de animal en cuanto este se cansaba, pudiendo recorrer en un día entre 80 a 110 km, algo impensable para los demás ejércitos de su tiempo.

### Guerra psicológica
Gengis Kan utilizó con éxito la guerra psicológica en muchas de sus batallas, especialmente al sembrar el terror y el miedo en los pueblos y ciudades. Él siempre ofrecía a sus enemigos la oportunidad de rendirse y pagar tributo (el siempre promovía lo que llamaban la "rendición honorable de una ciudad"), pero si su oferta era rechazada, invadía y exterminaba los pueblos y ciudades, dejando vivos a los ingenieros, si los había, para incorporarlos a su ejército, y a unos pocos civiles vivos para huir y contar sobre su pérdida y desgracia en otros lugares (generalmente los mongoles destruían a la primera ciudad que se resistiera durante una campaña para dejar un mensaje a las demás ciudades en su camino). Al conocerse que el ejército Gengis Kan había acabado despiadadamente con toda resistencia, se les hacía más difícil a los soberanos de otras tierras convencer a sus súbditos para que se resistan.
Si un poblado se rendía pacíficamente, Gengis Kan lo dejaba intacto y les garantizaba protección, pues le podían proveer de recursos para futuras campañas. Lo peor ocurría si una ciudad se rendía y luego se rebelaba porque entonces era completamente aniquilada, saqueada e incendiada (solo dejaban vivos a los ingenieros, artesanos y artistas; estos dos últimos porque los mongoles tenían un concepto de que para mostrar su éxito en sus campañas usaban su botín para construir grandes palacios en honor a su gloria que se convertían en el hogar de las familias nobles, era una ideología propia de los mongoles, en lugar de tratar de imponer su propia cultura a los vencidos tomaban lo mejor de cada cultura para usarla a su favor).
Los mongoles no atacaban normalmente a representantes de las distintas religiones, si bien los templos sí podían ser saqueados y destruidos.

## Tácticas en campo abierto

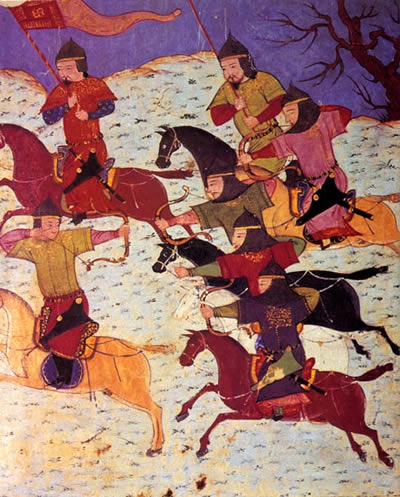
Arqueros a caballo mongoles.

Los mongoles eran muy buenos ejecutando la retirada fingida, tal vez la táctica de campo abierto más difícil de lograr. Pretendiendo estar desordenados y derrotados, huían del campo de batalla, y cuando el enemigo caía en la trampa y los perseguía, regresaban y los mataban a placer. En caso de ser perseguidos eran capaces de hacer el disparo parto contra el atacante.
Los mongoles por lo general avanzaban en un frente amplio, de cinco líneas de profundidad. Las primeras tres líneas estaban conformadas por arqueros a caballo, y las dos últimas de lanceros. Cuando localizaban una fuerza enemiga, los mongoles evitaban cualquier tipo de asalto frontal atolondrado o riesgoso, a diferencia de sus contrapartes de Europa o el Medio Oriente. Preferían distraer al enemigo por medio de escaramuzas, mientras la fuerza principal del ejército buscaba flanquear o rodear al rival desbordándolo por una o por sus dos alas.
Lo primero que hacían los mongoles era atacar por medio de sus arqueros a caballo. Estos arqueros nunca se quedaban sin municiones, pues los seguían de cerca camellos cargados con flechas. Esta maniobra inicial era realizada por sus jinetes con poca o ninguna armadura (el grueso de la tropa) armados principalmente con un arco compuesto. Estos arqueros no atacaban de manera individual contra objetivos particulares sino que en formaciones que sucesivamente avanzaban y se retiraban descargaban desde una distancia segura una lluvia de flechas sobre la formación enemiga en distintos puntos. Lo que buscaban era herir o matar al mayor número de enemigos al menos coste posible, así este vería hundirse su moral y perder la cohesión de sus unidades. 
Para evitar la lluvia de flechas, los enemigos, ya "ablandados", usualmente se separaban o buscaban refugio, rompiendo sus formaciones y por lo tanto, haciéndolos más vulnerables a la carga de los lanceros armados con armaduras pesadas. Por eso cuando consideraban que el enemigo estaba lo suficientemente debilitado, los noyan daban la orden a los lanceros para que inicien su carga contra el enemigo para provocar su huida. Por otro lado, si las tropas enemigas se juntaban para resistir su carga eran mucho eran más vulnerables a las flechas de los mongoles. Si lograban rechazar la carga de los lanceros estos últimos simplemente se retirarían y los arqueros volverían a hacer caer una mortífera lluvia de flechas.
A menudo los daños causados por las flechas eran suficientes para provocar la retirada del ejército enemigo, así que los lanceros apenas eran necesitados para ayudar a perseguir a los sobrevivientes. Los mongoles dejaban espacios para que los enemigos vieran vías de escape pero en realidad había jinetes esperándolos (los mongoles conocían que un soldado que sabía que estaba rodeado lucharía hasta la muerte porque no tenía nada que perder, pero uno que ve una posibilidad de escape intentara huir y romperá filas facilitando el trabajo a los mongoles).
Debe mencionarse que los mayores daños producidos al enemigo solían darse en las persecuciones, las que bien podían durar hasta varios cientos de kilómetros. Todo soldado del ejército debía colaborar en ellas. Por eso todos disponían de armas para el combate cuerpo a cuerpo, fuera una lanza, espada, hacha o maza. 
Los mongoles no paraban de perseguir al jefe enemigo vencido y las tropas que le seguían aunque demoraran días en su cometido de atraparlos y destruirlos. De esta manera le impedían reagrupar sus fuerzas o reclutar más para reorganizar resistencia alguna. 
Cuando se enfrentaban con ejércitos europeos, que ponían énfasis en la caballería pesada, los mongoles procuraban evitar el combate cuerpo a cuerpo, prefiriendo atacar a la distancia con sus arcos. En los casos excepcionales cuando la armadura de los caballeros resistía las flechas enemigas, los mongoles sencillamente mataban a sus caballos, dejando a los caballeros acorazados a pie, incapaces de recorrer largas distancias. En la Batalla de Mohi los mongoles dejaron una brecha en sus filas, tentando a los húngaros a huir a través de ella. Al hacerlo, terminaron dispersos en campo abierto y fueron blanco fácil para los arqueros a caballo mongoles, mientras los lanceros los mataban a placer mientras huían. En la Batalla de Liegnitz, los pocos caballeros Teutónicos, Templarios y Hospitalarios que pudieron resistir a los mongoles a pie les causaron fuertes bajas, pero al final todos perecieron. Los mongoles se limitaron a aceptar sus bajas, y destruyeron a los caballeros, quienes se hallaban en inferioridad numérica.
Cada vez que podían, los comandantes mongoles buscaban el terreno más alto, desde el cual podían tomar decisiones basándose su mejor visión del campo de batalla mientras los eventos ocurrían, y también contaban con más seguridad y facilidad para defenderse. Es más, al estar en terreno elevado, era más fácil para sus fuerzas obedecer las órdenes dadas a través de banderas que si estuvieran en terreno llano. A diferencia de los ejércitos europeos, que daban mucha importancia al valor personal y así exponían a sus líderes a morir a manos de cualquiera lo suficientemente resoluto a matarlos, los mongoles protegían a sus líderes. Un general como Subotai, incapaz de montar a caballo durante sus últimos años, debido a su edad y su obesidad, podía haber sido ridiculizado por cualquier ejército europeo de la época; no hubiera sido ni respetado ni obedecido. Pero los mongoles reconocían y respetaban su genio militar a pesar de sus defectos, y lo transportaban con orgullo en una carreta.

## Tácticas de asedio
Los mongoles eran expertos realizando asedios, a menudo cambiando el curso de los ríos e impidiendo el abastecimiento de comida a las ciudades. También enviaban refugiados a las ciudades que aún no habían conquistado, para consumir sus recursos.
Catapultas y máquinas: La tecnología era una de las facetas importantes del estilo de hacer la guerra de los mongoles. Así, Gengis Kan usó muchas veces armas de asedio. Estas eran desmanteladas y transportadas en caballos para ser reconstruidas en el sitio de la batalla. Los ingenieros que construían las máquinas de asedio eran reclutados entre sus cautivos, la mayoría de ellos de China y Persia. Cuando masacraban a una población entera, casi siempre perdonaban a los ingenieros y técnicos, rápidamente sumándolos a sus ejércitos.
Muchas veces tras las batallas en campo abierto los restos del ejército enemigo huían a sus ciudades, otras veces sus enemigos preferían refugiarse en sus ciudades al conocer de la capacidad militar de los mongoles en campo abierto. Estas razones fueron las que convirtieron a los mongoles en maestros de la guerra de asedios.
Una vez que la batalla principal o el asedio terminaban, el ejército mongol perseguía al líder enemigo hasta matarlo, para prevenir que reagrupe en torno a él a su ejército después de la guerra. Aun cuando muchas veces los líderes enemigos escapaban al darse cuenta de que con seguridad perderían la guerra, los mongoles los perseguían hasta asegurarse de que hubieran muerto.
Los Kharash: Un componente esencial de las tácticas mongolas era el uso de los Kharash, es decir, aquellos residentes locales que eran utilizados como escudos humanos por los mongoles durante los asedios.

## Logística
El sistema mongol de logística se destacaba por ser móvil y práctico. La mayoría de unidades eran autosuficientes a corto plazo. Los mongoles, por ser nómadas, dependían mucho del suelo, razón por la cual asaltaban y robaban a los civiles y ciudades en su camino. Cada jinete mongol contaba con tres o cuatro caballos, para no cansarlos, y en su mayoría eran yeguas, de modo que podían subsistir a base de su leche cuando surgía la necesidad. En casos de extrema necesidad, el guerrero mongol era capaz de beber cierta cantidad de sangre de sus caballos.
Cuando tenían que transportar equipo pesado, utilizaban carretas y vagones, muy bien organizados. Cuando tenían que comunicarse, contaban con una especie de sistema postal montado (salvando las diferencias, la idea es parecida a la de los chasquis incas). En el campo de batalla, se comunicaban por medio de banderas. El principal factor logístico que limitaba su avance era tener que encontrar suficiente agua y alimentos para sus animales. En todas las campañas, los soldados llevaban a sus familias consigo.

## Cómo vencerlos
El rey Béla IV de Hungría descubrió cómo evitar ser conquistados por ellos: los castillos. Los mongoles eran buenos en los asedios, pero en Asia las ciudades tenían pocas fortificaciones, y eran simples. Al llegar a un castillo europeo, las grandes defensas hacían que los mongoles se expusieran a un ataque, y reducían su movilidad. Béla construyó una gran red defensiva de castillos tras ser aniquilada un tercio de la población húngara, y el país casi aniquilado tras la batalla de Mohi. Ésta red defensiva les protegió también de los turcos, pero no como lo hizo contra los mongoles. Aunque esta red defensiva no tiene el valor otorgado en la totalidad, puesto que después de la batalla de Mohi, las tropas mongolas se retiraron de Europa Central por la muerte del gran Khan, y para la sucesión, no volviendo nunca más.
Otra forma de derrotarlos era que el estado rival estuviera rodeado de mar (como Japón o Java, ya que no eran buenos navegantes), o por selvas y pantanos (Vietnam y Birmania). Pero estos obstáculos naturales no garantizaban el rechazo de los mongoles, estos eran muy adaptables, atravesaban desiertos en Medio Oriente, selvas en el sur de China y vencieron el terrible invierno ruso. Los ejércitos mongoles eran móviles y necesitaban espacio para maniobrar, el arrinconarlos como los hicieron japoneses e indonesios contra la costa los ponía en clara desventaja. También ayudaba tener un ejército de calidad y un comandante eficaz, como los mamelucos al mando de Baybars, que rechazaron las incursiones de los mongoles en Palestina. Además ayudaba la suerte y casualidades del destino como fue en el caso de los húngaros y japoneses (un tifón destruyó la flota mongol que atacaba las islas).